# Harald Ramberg
Harald Georg Ramberg, född 15 mars 1879 i Stockholm, död 5 juni 1959, var en svensk tandläkare. 
Efter tandläkarexamen 1899 var Ramberg lärare vid Tandläkarinstitutet 1900–1904. Han var sekreterare, ordförande i tandläkarorganisationen, redaktör för Svensk Tandläkartidskrift 1916–1918, sekreterare hos sakkunniga för tandläkarundervisning 1918–1919 och ledamot av Medicinalstyrelsens vetenskapliga råd 1922–1935. Han utgav ett flertal skrifter inom den odontologiska vetenskapen och odontologins historia. Ramberg är begravd på Norra begravningsplatsen utanför Stockholm.